# اوین روبار
اوین روبار (به کردی: Evin Rubar)، یک مستندساز کرد اهل سوئد است. او به عنوان خبرنگار تلویزیونی هم فعالیت می‌کند.

## زندگی
اوین روبار در ۱۴ دسامبر ۱۹۷۵ در خانواده‌ای کرد به دنیا آمد. او به سبب فیل‌های مستندش که نگاهی انتقادی و فمینیستی به مسائل اجتماعی دارند شناخته شده‌است.

## فیلم‌شناسی
- در خشونت‌های مدارس، ۲۰۰۳
- جنگ‌های جنسیتی، ۲۰۰۵
- شیادی سوئدی، ۲۰۰۷
- سیندابوکارنا، ۲۰۰۸
- نبردهای مسلمین، ۲۰۰۹
- بخت‌آزمایی شغلی، ۲۰۱۱

## جوایز
- جایزهٔ روزنامه نگاری بنیاد مشاغل، دولت و حقوق، در سال ۲۰۰۳ برای فیلم در خشونت‌های مدارس
- جایزهٔ پیک طلایی در سال ۲۰۰۵ برای فیلم جنگ‌های جنسیتی[۱]
- جایزهٔ کریستال در سال ۲۰۰۵[۲]